# Hypseochloa
Hypseochloa is een geslacht uit de grassenfamilie (Poaceae). De soorten van dit geslacht komen voor in West-Afrika.

## Soorten
Van het geslacht zijn de volgende soorten bekend: 
- Hypseochloa cameroonensis
- Hypseochloa matengoensis